# Nepaloserica longispina
Nepaloserica longispina är en skalbaggsart som beskrevs av Ahrens 1999. Nepaloserica longispina ingår i släktet Nepaloserica och familjen Melolonthidae. Inga underarter finns listade i Catalogue of Life.